# Coupe de France 2020/21

CdF-Wettbewerbslogo

Der Wettbewerb um die Coupe de France in der Saison 2020/21 war die 104. Ausspielung des französischen Fußballpokals für Männermannschaften. Diesmal hatten 7.378 Vereine dafür gemeldet, eine deutliche Steigerung (+ 368) gegenüber der vorangegangenen Spielzeit, aber fast ebenso weit von der Rekordzahl aus der Saison 2012/13 (7.656) entfernt.
Vorjahressieger Paris Saint-Germain FC konnte seinen Titel verteidigen.
Während die Dritt- und die Zweitligavereine ebenso wie elf Teilnehmer aus sieben der französischen überseeischen Gebiete bereits in den von den regionalen Untergliederungen des Landesverbands Fédération Française de Football (FFF) organisierten Qualifikationsrunden in den Wettbewerb eingreifen müssen – die Drittligisten in der 5., die beiden letztgenannten Gruppen in der 7. Runde –, beginnt für die Erstligisten – und gegebenenfalls einen unterklassigen Titelverteidiger – der Wettbewerb erst mit dem Zweiunddreißigstelfinale (Beginn des Hauptwettbewerbs). Nur in dieser Runde werden die dafür qualifizierten 64 Vereine landesweit in vier regionale Lostöpfe à 16 Mannschaften aufgeteilt, worin jeweils annähernd gleich viele Teams gleicher Ligazugehörigkeit vertreten sein werden. Ab dem Sechzehntelfinale fällt auch diese Vorsortierung weg und der Wettbewerb wird ausschließlich nach dem klassischen Pokalmodus ausgetragen: Spielpaarungen werden ohne Setzlisten aus sämtlichen noch im Wettbewerb befindlichen Klubs ausgelost und jeweils lediglich ein Spiel ausgetragen, an dessen Ende ein Sieger feststehen muss (und sei es durch Verlängerung und Elfmeterschießen), der sich dann für die nächste Runde qualifiziert, während der Verlierer ausscheidet. Auch das Heimrecht wird für jede Begegnung durch das Los ermittelt, allerdings mit der Einschränkung, dass Klubs, die gegen eine mindestens zwei Ligastufen höher spielende Elf anzutreten haben, automatisch Heimrecht bekommen.
Bis einschließlich dem Halbfinale wird ab dieser Saison auf eine Verlängerung verzichtet, falls es am Ende der regulären Spielzeit unentschieden steht, und der Gewinner sofort durch ein Elfmeterschießen ermittelt.
Die unterklassigen Vereine kämpften zudem wiederum um den mit Geldpreisen verbundenen Titel als erfolgreichster Außenseiter. Dieser derzeit hauptsächlich von PMU gesponserte Nebenwettbewerb trägt die offizielle Bezeichnung Classement des Petits Poucets (auf Deutsch: „Däumlingswertung“). Im Zweiunddreißigstelfinale waren dies die Siebtligisten von Omni Sports aus dem nordfranzösischen Aire-sur-la-Lys. Dazu hatten sich acht Mannschaften, die in der sechsthöchsten Ligastufe antreten, für diese erste landesweite Hauptrunde qualifiziert. Im Achtelfinale war mit Olympique Saumur ein Fünftligist der klassentiefste Teilnehmer, im Viertelfinale standen noch zwei Viertligisten, von denen der Groupement Football de l’Albanais aus Rumilly und Vallières sogar das Halbfinale erreichte.
Infolge der auch in dieser Saison den Spielbetrieb einschränkenden Coronavirus-Pandemie hatte die FFF Mitte Dezember 2020 einen veränderten Austragungsmodus mit anfangs zwei parallelen Gleisen beschlossen. Danach spielten die zwanzig Zweitligisten am 19./20. Januar in direkten Duellen zehn Teilnehmer am Zweiunddreißigstelfinale aus; diese und die zwanzig Erstligisten ermittelten anschließend untereinander 15 Sechzehntelfinalisten. Die Auslosungen auf diesem ersten Weg wurden am 7. Januar 2021 vorgenommen.
Auf dem zweiten Weg haben 31 unterklassige Vereine aus der dritten und tieferen Ligen des europäischen Gebiets Frankreichs sowie drei Vertreter aus den überseeischen Regionen die restlichen 17 Teilnehmer am Sechzehntelfinale ausgespielt, in dem die beiden Gleise dann vereint waren. Nach Zustimmung des Sportministers Jean-Michel Blanquer durften diese Spiele mit überwiegend Amateurvereinen ausnahmsweise auch stattfinden; die noch nicht ausgetragenen Partien der fünften bis achten regionalen Pokalrunden fanden im Januar und Februar 2021 statt.
Am Jahreswechsel 2020/2021 hatten sich bereits zwei außereuropäische Mannschaften für das Zweiunddreißigstelfinale qualifiziert, nämlich die US Sinnamary aus Französisch-Guayana und der FC Mtsapéré, der es durch seinen Sieg gegen die JS Saint-Pierre (Réunion) als erster Verein überhaupt aus Mayotte so weit gebracht hat; dazu kam der erst Mitte Januar ermittelte Pokalsieger aus Martinique, der Club Franciscain.

## Zweiunddreißigstelfinale
L1, L2 bzw. D3 stehen für die Zugehörigkeit zur ersten bis dritten Liga, N2 bzw. N3 für die beiden landesweiten Amateurligen, R1 („Régional 1“) bzw. DH für die sechste, R2 und R3 für die siebte bzw. achte Ligenstufe.
Ergebnisse: n. V. = nach Verlängerung, i. E. = im Elfmeterschießen.
L1-/L2-Weg
Spiele am 9. bis 11. Februar 2021.
| - FC Nantes (L1) – Racing Lens (L1) 2:4 - FCO Dijon (L1) – OSC Lille (L1) 0:1 - SCO Angers (L1) – Stade Rennes (L1) 2:1 - Olympique Lyon (L1) – AC Ajaccio (L2) 5:1 - SC Amiens (L2) – FC Metz (L1) 1:2 - Stade Brest (L1) – AF Rodez (L2) 2:1 - FC Lorient (L1) – Paris FC (L2) 2:1 - Grenoble Foot (L2) – AS Monaco (L1) 0:1 | - Racing Strasbourg (L1) – HSC Montpellier (L1) 0:2 - Olympique Nîmes (L1) – OGC Nizza (L1) 1:3 - Girondins Bordeaux (L1) – FC Toulouse (L2) 0:2 - AJ Auxerre (L2) – Olympique Marseille (L1) 0:2 - Stade Reims (L1) – FC Valenciennes (L2) 3:4 - FC Sochaux (L2) – AS Saint-Étienne (L1) 1:0 - SM Caen (L2) – Paris Saint-Germain FC (L1) 0:1 |

Weg der unterklassigen Clubs
Spiele am 20./21./25. Februar, Sinnamary gegen Franciscain bereits am 31. Januar 2021.
| - Red Star FC (D3) – US Quevilly-Rouen (D3) 2:1 - FC Fleury (N2) – FC Annecy (D3) 1:1, 4:5 i. E. - FC Loon-Plage (R1) – US Boulogne (D3) 0:3 - SC Schiltigheim (N2) – CS Sedan (N2) 0:4 - FC Saint-Brice (R1) – Gazélec FC Ajaccio (N2) 0:1 - OS Aire-sur-la-Lys (R2) – AS Beauvais (N2) 1:4 - Olympique Alès (N3) – AS Fabrègues (N3) 2:0 - FC Guichen (R1) – Olympique Saumur (N3) 0:1 | - US Montagnarde (R1) – Stade Saint-Brieuc (D3) 1:1, 3:2 i. E, - VF Les Herbiers (N2) – Voltigeurs Châteaubriant (N2) 0:1 - Le Puy Foot (N2) – FC Chamalières (N2) 0:0, 5:4 i. E. - FC Aubagne (N2) – US Lège-Cap-Ferret (N3) 2:2, 4:2 i. E. - FC Canet Roussillon (N2) – Stade Poitiers (N3) 1:1, 4:2 i. E. - GFA Rumilly Vallières (N2) – AS Prix-lès-Mézières (N3) 0:0, 4:2 i. E. - SO Romorantin (N2) – FC Mtsapéré (DH Mayotte) 2:0 - UF Mâcon (R1) – FC Saint-Louis Neuweg (N3) 0:0, 2:4 i. E. - US Sinnamary (DH Guyane) – Club Franciscain (DH Martinique) 1:1, 1:3 i. E. |

## Sechzehntelfinale
Spiele am 5. bis 8. März 2021.
| - OGC Nizza (L1) – AS Monaco (L1) 0:2 - Olympique Lyon (L1) – FC Sochaux (L2) 5:2 - FC Valenciennes (L2) – FC Metz (L1) 0:4 - Red Star FC (D3) – Racing Lens (L1) 3:2 - Gazélec FC Ajaccio (N2) – OSC Lille (L1) 1:3 - Le Puy Foot (N2) – FC Lorient (L1) 1:0 - FC Aubagne (N2) – FC Toulouse (L2) 0:2 - AS Beauvais (N2) – US Boulogne (D3) 0:2 | - Stade Brest (L1) – Paris Saint-Germain FC (L1) 0:3 - FC Canet Roussillon (N2) – Olympique Marseille (L1) 2:1 - Olympique Alès (N3) – HSC Montpellier (L1) 1:2 - SCO Angers (L1) – Club Franciscain (DH Martinique) 5:0 - GFA Rumilly Vallières (N2) – FC Annecy (D3) 1:1, 6:5 i. E. - SO Romorantin (N2) – Voltigeurs Châteaubriant (N2) 1:3 - FC Saint-Louis Neuweg (N3) – CS Sedan (N2) 0:2 - Olympique Saumur (N3) – US Montagnarde (R1) 3:3, 4:3 i. E. |

## Achtelfinale
Spiele am 6./7. April 2021, Paris gegen Lille bereits am 17. März.
| - Paris Saint-Germain FC (L1) – OSC Lille (L1) 3:0 - AS Monaco (L1) – FC Metz (L1) 0:0, 5:4 i. E. - CS Sedan (N2) – SCO Angers (L1) 0:1 - Olympique Saumur (N3) – FC Toulouse (L2) 1:2 | - Red Star FC (D3) – Olympique Lyon (L1) 2:2, 4:5 i. E. - Voltigeurs Châteaubriant (N2) – HSC Montpellier (L1) 0:1 - FC Canet Roussillon (N2) – US Boulogne (D3) 1:0 - GFA Rumilly Vallières (N2) – Le Puy Foot (N2) 4:0 |

## Viertelfinale
Spiele am 20./21. April 2021.
| - Olympique Lyon (L1) – AS Monaco (L1) 0:2 - GFA Rumilly Vallières (N2) – FC Toulouse (L2) (a) 2:0 | - Paris Saint-Germain FC (L1) – SCO Angers (L1) 5:0 - FC Canet Roussillon (N2) – HSC Montpellier (L1) 1:2 |

## Halbfinale
Auslosung am 25. April, Spiele am 12./13. Mai 2021.
| - GFA Rumilly Vallières (N2) – AS Monaco (L1) (a) 1:5 | - HSC Montpellier (L1) – Paris Saint-Germain FC (L1) 2:2, 5:6 i. E. |

## Finale
Spiel am 19. Mai 2021 im Stade de France, ohne Zuschauer
- Paris Saint-Germain FC – AS Monaco 2:0 (1:0)

### Aufstellungen
Paris: Keylor Navas – Alessandro Florenzi (Colin Dagba, 68.), Marquinhos , Thilo Kehrer, Abdou Diallo – Leandro Paredes (Ander Herrera, 79.), Danilo Pereira, – Ángel Di María (Pablo Sarabia, 90.), Mauro Icardi (Moise Kean, 79.), Kylian Mbappé
Trainer: Mauricio Pochettino
Monaco: Radosław Majecki – Djibril Sidibé, Axel Disasi (Benoît Badiashile, 74.), Guillermo Maripán, Caio Henrique – Ruben Aguilar (Krépin Diatta, 46.), Alexander Golowin, Aurélien Tchouaméni, Youssouf Fofana (Gelson Martins, 60.), Kevin Volland (Cesc Fàbregas, 74.) – Wissam Ben Yedder  (Stevan Jovetić, 60.)
Trainer: Niko Kovač
Schiedsrichter: François Letexier

### Tore
1:0 Icardi (19.)
2:0 Mbappé (81.)

## Belege und Anmerkungen
1. ↑  nach „Coupe de France: Die Schlüsselzahlen“ vom 21. Januar 2021 bei fff.fr
2. ↑  Beschluss der FFF-Bundesversammlung vom April 2011
3. ↑  Meldung „Verzicht auf die Verlängerung ab kommender Spielzeit“ vom 30. Juni 2020 bei lequipe.fr
4. ↑  „Die Vereinspokal-Wettbewerbe im neuen Format“ vom 17. Dezember 2020 bei fff.fr
5. ↑  siehe das Communiqué des Verbands vom 19. Januar 2021 auf fff.fr
6. ↑  „Premieren für M’tsapéré und Sinnamary“ vom 20. Dezember 2020 bei fff.fr